# سياحة المثليين في جنوب إفريقيا
سياحة المثليين في جنوب أفريقيا (باللغة الإنجليزية: LGBT tourism in South Africa) هي شكل من أشكال السياحة المتخصصة التي يتم تسويقها للأشخاص المثليين والمثليات ومزدوجي التوجه الجنسي والمتحولين جنسيا الذين يزورون جنوب أفريقيا. تعد كيب تاون الوجهة الأكثر شعبية للسياح المثليين في جنوب أفريقيا، وتعتبر عاصمة المثليين في قارة أفريقيا، وتستضيف مهرجان فخر كيب تاون في فبراير/مارس، «مشروع ماثير سيتي الكويري» (باللغة الإنجليزية: Mother City Queer Project) في ديسمبر، ومهرجان فيلم في الخارج في أفريقيا السينمائي في جنوب أفريقيا (باللغة الإنجليزية: Out In Africa South African Gay and Lesbian Film Festival) في سبتمبر/ أكتوبر من كل عام. تشمل الأحداث الإقليمية الأخرى «بينك لويري ماري غرا» (باللغة الإنجليزية: Pink Loerie Mardi Gras) في كنيسنا، كيب الغربية.

## كيب تاون
ترجع شعبية كيب تاون كوجهة سياحية للمثليين في جنوب أفريقيا إلى حد كبير إلى جمالها الطبيعي وشواطئها الرملية البيضاء ومناخها المعتدل وثقافة التسامح القوية التي تميزت فيم فترة ما بعد الفصل العنصري. يكرس دستور جنوب أفريقيا الليبرالي، بعد عام 1994، حقوق الأفراد بغض النظر عن العرق أو الجنس أو الدين أو التوجه الجنسي.

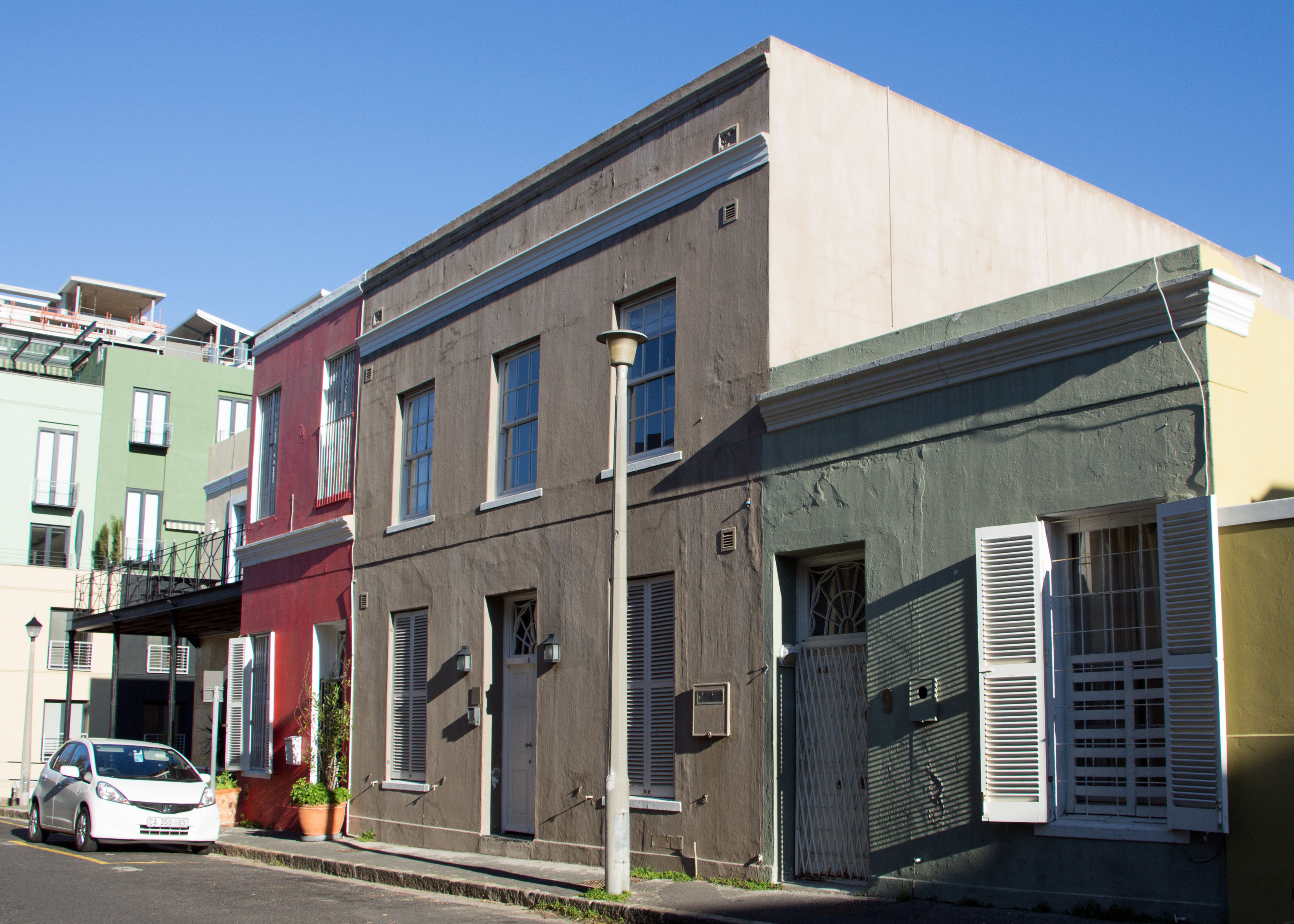
مكان إقامة للعطل صديق للمثليين في دي فاتركانت، كيب تاون

دي فاتركانت - منطقة واقعة بجانب مركز المدينة في الطريق إلى ملعب كيب تاون - هي قرية للمثليين تضم نسبة عالية من بيوت الضيافة والفنادق والحانات والنوادي. تعد المنطقة مركز مهرجان فخر كيب تاون وهي مكان جيد في أي وقت لمشاهدة المهرجان. تشمل عوامل الجذب الأخرى وفرة المدينة من المطاعم الجيدة وقربها من مزارع العنب في حي بولاند وهضبة كوستانتيا.